# Cary Elwes

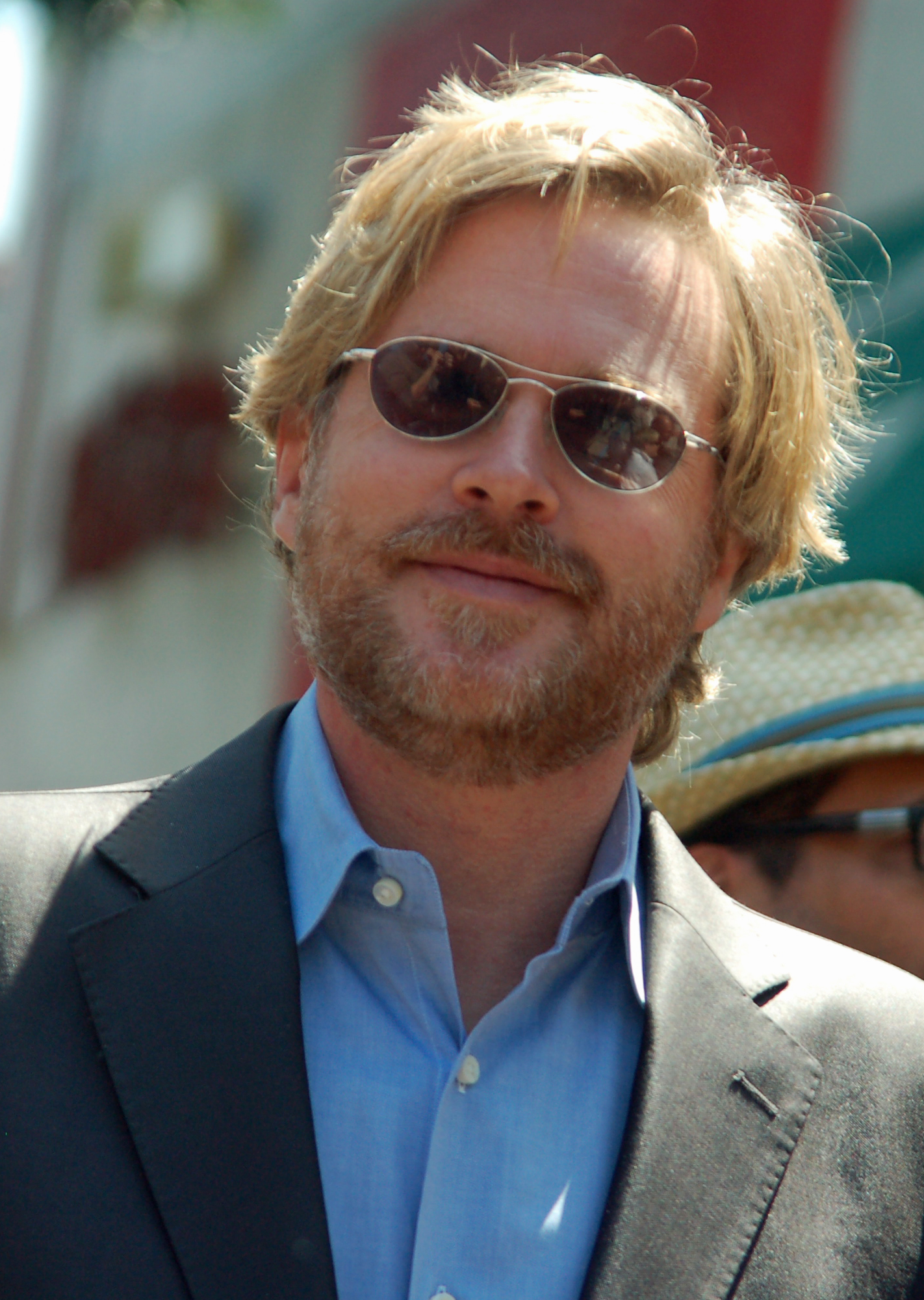
Cary Elwes

Cary Elwes, celým jménem Ivan Simon Cary Elwes (* 26. října 1962, Westminster, Londýn, Anglie, Spojené království) je britský herec.
Pochází z umělecké rodiny jeho vlastní otec byl malíř, výtvarnicí a módní návrhářkou byla i jeho matka, nevlastní otec byl producent.
Školnímu divadlu se věnoval již od dětství. Herectví vystudoval v New Yorku na Sarah Lawrence College.
Po studiích se vrátil zpět do Velké Británie, kde debutoval v roce 1979 ve snímku Včerejší hrdina, nicméně svoji první větší postavu ztvárnil až v roce 1984 ve filmu Jiná země, kde si zahrál postavu mladého homosexuála.
Během své kariéry si zahrál také několik zajímavých historických postav, z nichž patrně nejznámější byla postava mladého biskupa Karola Wojtyly, pozdějšího papeže Jana Pavla II.
Stal se i jedním z mnoha představitelů Robina Hooda ve snímku Bláznivý příběh Robina Hooda, zlého vládce a královského vraha ztvárnil v pohádkovém filmu Zakletá Ella, zápornou postavu hrál i v romanticko-psychologickém snímku Garryho Marshalla Vlastní pravidla.
Hrál i v kasovně velmi úspěšných hitech jako byly Žhavé výstřely, Bouřlivé dny nebo Saw: Hra o přežití.

## Filmografie, výběr
- 1984 Jiná země
- 1985 Nevěsta
- 1986 Lady Jane
- 1987 Princezna nevěsta
- 1989 Glory
- 1990 Bouřlivé dny
- 1991 Žhavé výstřely
- 1992 Drákula
- 1993 Bláznivý příběh Robina Hooda
- 1994 Nová Kniha džunglí
- 1996 Twister
- 2001 Vzpoura
- 2004 Zakletá Ella
- 2004 Saw: Hra o přežití
- 2005 Papež Jan Pavel II. (televizní film)
- 2007 Vlastní pravidla